# Нечаев, Юрий Афанасьевич
Юрий Афанасьевич Нечаев (23 сентября 1932 — 04 декабря 2023) — советский и российский учёный в области безопасности ядерных энергоустановок, доктор технических наук, лауреат Государственной премии СССР.

## Биография
Родился в городе Кирове.
Окончил МИФИ в 1956 году по специальности «Проектирование и эксплуатация физических приборов и установок».
С того же времени работал в Курчатовском институте: старший лаборант, инженер, начальник смены, начальник группы, начальник комплекса, ведущий научный сотрудник.
Научные интересы: идентификация и диагностика космических ядерных энергетических установок; наземные ядерно-энергетические испытания.
Исследовал безопасность ядерных энергетических установок, таких как «Енисей» («Топаз-2») и первый в мире реактор-преобразователь «Ромашка» с термоэлектрическим генератором.
Доктор технических наук. Лауреат Государственной премии СССР.
Семья: жена, двое детей.
Умер после продолжительной онкологической болезни 4 декабря 2023 года в Москве.
Сочинения:
- Космические ядерные энергоустановки «Ромашка» и «Енисей»: (измерения реактивности, идентификация и диагностика, количественная оценка надежности) / Ю. А. Нечаев; под ред. Н. Н. Пономарева-Степного. — Москва : ИздАТ, 2011. — 188, [1] с. : ил., табл.; 22 см. — (Физико-технические проблемы ядерной энергетики).; ISBN 978-5-86656-249-7